# 威廉·格鲁特
威廉·格鲁特（瑞典語：William Grut，1914年9月17日—2012年11月20日），生于斯德哥尔摩，瑞典男子现代五项运动员。他曾获得1948年夏季奥运会现代五项比赛男子个人金牌。他于2012年在厄斯特松德去世。